# Катастрофа на Грин Рамп

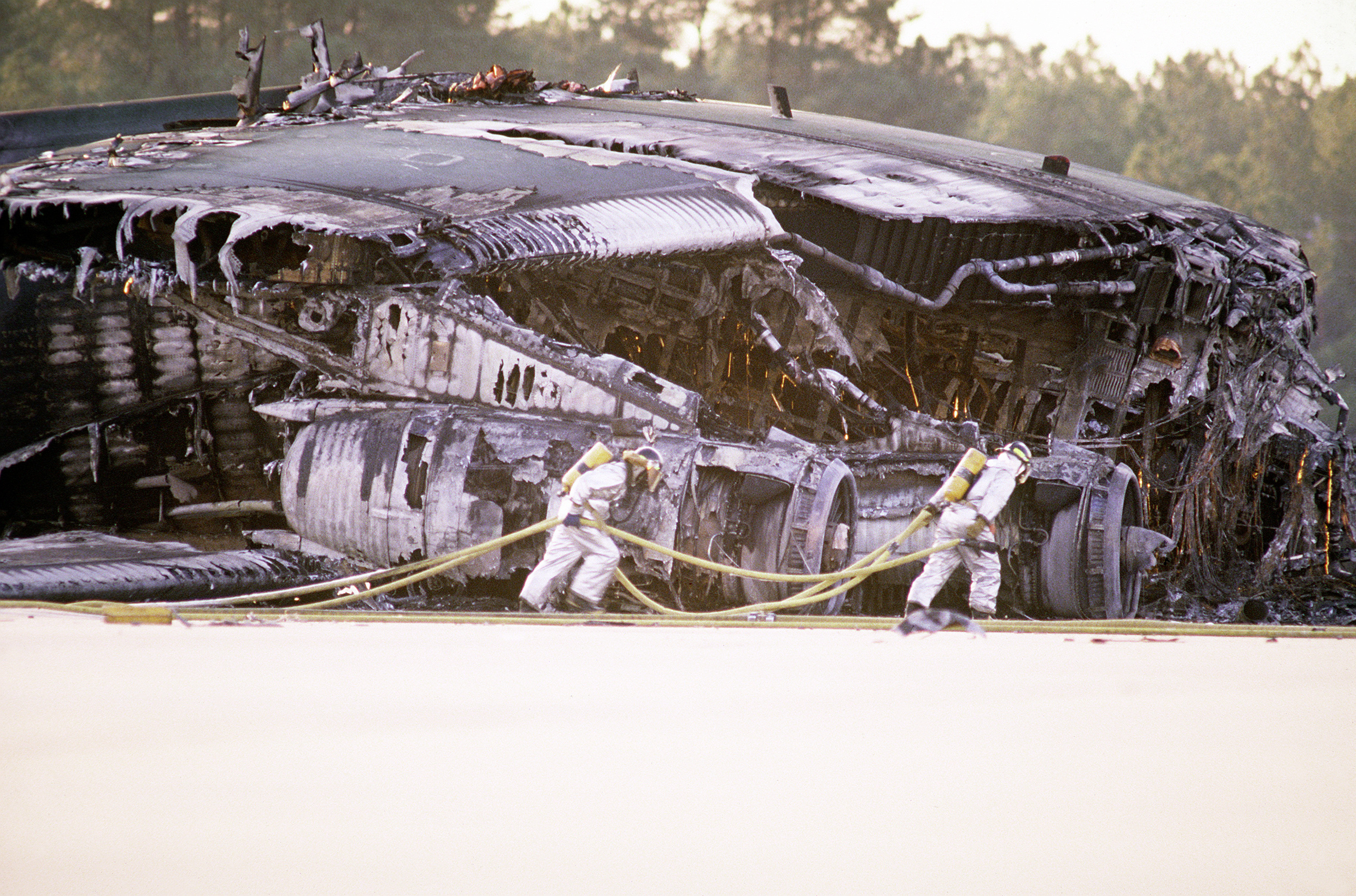
Пожарные на месте катастрофы

Катастрофа на Грин Рамп — авиационная катастрофа, произошедшая 23 марта 1994 года в США. Истребитель F-16 столкнулся с C-130E Hercules над авиабазой ВВС США Поуп (Северная Каролина) на высоте около 90 метров. C-130 смог продолжить полёт и благополучно приземлился на взлётно-посадочную полосу авиабазы. Пилоты F-16 смогли катапультироваться, но неуправляемый истребитель рухнул на Lockheed C-141B Starlifter, в который садились десантники 82-й воздушно-десантной дивизии для выполнения задания по десантированию с воздуха. Истребитель пробил правые топливные баки C-141B, что вызвало сильный пожар. 24 человека погибли, ещё более 80 были ранены.
Эта катастрофа стала крупнейшей по числу жертв в послевоенной истории 82-й воздушно-десантной дивизии и крупнейшей авиакатастрофой с гибелью военнослужащих в истории США.

## Хронология события

### Предыстория
«Грин Рамп» — неофициальное название перрона авиабазы Поуп.
В день катастрофы около 500 десантников из Форт-Брэгга находились в ангаре «Пакс» (англ. Pax shed) — здании для персонала авиабазы Поуп. Личный состав состоял из трёх подразделений 82-й воздушно-десантной дивизии, Первой Бригады, 504-го парашютно-десантного полка и 504-го парашютно-десантного полка. Десантники готовились подняться на борт нескольких самолётов C-130 Hercules и C-141 Starlifter, припаркованных на Грин Рамп. В небе находились самолёты F-16 Fighting Falcon, A-10 Thunderbolt II и C-130, проводящие тренировки.

### Столкновение в воздухе
23 марта 1994 года двухместный истребитель F-16D Fighting Falcon (регистрационный номер 88-0171, серийный номер 1D-25, 74-я истребительная эскадрилья, 23-я оперативная группа) с двумя пилотами (командирами Джозефом Джейсино и Скоттом Салмоном) на борту выполнял имитацию захода на посадку, когда столкнулся с C-130E Hercules (регистрационный номер 68-10942, серийный 4322, 2-я воздушная эскадрилья, 317-я группа), пилотируемый командиром Хосе Райсесом, Адамом Заретом и Джоэлом Майерсом. Оба самолёта входили в состав 23-го авиакрыла, которое в то время было подразделением, базирующимся на авиабазе Поуп.
Самолёт находился на конечном заходе на посадку на взлётно-посадочную полосу 23 на высоте около 90 метров над землёй. Носовая часть F-16D оторвала правый руль высоты C-130E. При ударе пилот F-16 включил полный форсаж, чтобы попытаться стабилизировать самолёт, но истребитель начал распадаться, осыпая обломками взлётно-посадочную полосу и дорогу, которая проходила вокруг неё. Оба члена экипажа F-16 катапультировались, но их самолёт, всё ещё на полном форсаже, продолжил падение на Грин Рамп. В то же время экипаж C-130 увёл свой самолёт от аэродрома и проверил, может ли самолёт безопасно приземлиться на авиабазе. Экипаж C-130 не знал, как произошло столкновение и каковы повреждения самолёта. В конечном итоге экипаж смог благополучно приземлиться на заваленную обломками взлётно-посадочную полосу.

### Столкновение на перроне
К тому времени, когда C-130 приземлился, F-16 ударился о землю на пустой стоянке между двумя C-130 с экипажами на борту, готовящими самолёт к вылету. Когда F-16 ударился о землю, инерция унесла обломки на запад через правое крыло C-141B Starlifter (регистрационный номер 66-0173 438-го авиакрыла, база ВВС Макгуайр, Нью-Джерси), припаркованного на перроне.
Экипаж C-141B готовил самолёт к совместным операциям сухопутных войск и военно-воздушных сил; однако никакие армейские войска, кроме команды десантников, ещё не поднялись на борт. Обломки F-16 пробили топливные баки в правом крыле C-141, вызвав вспышку огня. Обломки F-16 продолжали лететь, подлетев к ангару «Пакс», и попали на территорию, где находились десантники. Двадцать три человека погибли и более восьмидесяти получили ранения; один серьёзно раненый десантник умер более девяти месяцев спустя, 3 января 1995 года.
Прибывшие на место происшествия десантники вытащили солдат из пламени и взорвавшихся 20-мм боеприпасов F-16. Первыми на место происшествия прибыли медики из армейского подразделения Delta Force, которое базировалось рядом с Грин Рамп. Многочисленные армейские машины скорой помощи с медицинскими бригадами были немедленно отправлены из 55-й медицинской группы и 23-й медицинской группы ВВС США для доставки раненых в армейский медицинский центр Вомака. Эти медики были одними из первых на месте происшествия и оказали помощь после уведомления Ричарда Янга об операциях 44-й медицинской бригады в Форт-Брэгге звонком по мобильному телефону от Хуана Гонсалеса в штаб-квартире 44-й медицинской бригады, который ожидал десантирования с воздуха в Поуп. Другие были доставлены в медицинский центр долины Кейп-Фир в Фейетвилле, а другие были доставлены самолётом в Ожоговый центр больниц UNC в Чапел-Хилле.

## Последствия
Президент США Билл Клинтон посетил место катастрофы через два дня после случившегося и встретился с ранеными в Форт-Брэгге. Несколько наиболее сильно обожжённых жертв были доставлены в Институт хирургических исследований армии США при армейском медицинском центре Брук, штат Техас. Через два месяца после катастрофы только один десантник оставался в критическом состоянии, в то время как остальные находились либо в удовлетворительном состоянии, либо выздоравливали дома.
Последующее расследование ВВС США возложило бо́льшую часть вины за катастрофы на военных и авиадиспетчеров, следивших в тот день за воздушным движением. Расследование выявило «множество причин» столкновения в воздухе, обвинив управление воздушным движением в «большинстве ошибок». Хотя пилот F-16 был частично виноват, потому что он «не смог избежать столкновения», как того требуют правила ВВС, имелись смягчающие обстоятельства.
Пилот рассказал, что столкновение произошло, когда он заходил на посадку. Он не наблюдал C-130, но диспетчер уведомил его о присутствии C-130. Два офицера ВВС, участвовавшие в авиакатастрофе, были освобождены от должности и переведены на другую работу. Трое рядовых также были привлечены к дисциплинарной ответственности. Один из завербованных контролеров позже подвергся действию по статье 15. Более позднее расследование показало, что ошибка пилотов F-16 также способствовала несчастному случаю, но никаких дисциплинарных мер в отношении пилотов принято не было.